# جولييان جيفارا
جولييان جيفارا (بالإسبانية: Julián Guevara Muñoz)‏ (4 مايو 1992 - ) هو لاعب كرة قدم كولومبي في مركز الوسط. لعب مع أمريكا دي كالي.

## وصلات خارجية
- جولييان جيفارا على موقع قاعدة بيانات كرة القدم.إي يو (الإنجليزية)
- جولييان جيفارا على موقع Soccerway.com (الإنجليزية)